# Grzegorz Macko
Grzegorz Macko (ur. 6 września 1992 w Wałbrzychu) – polski polityk i samorządowiec, w latach 2019–2024 wicemarszałek województwa dolnośląskiego, poseł na Sejm X kadencji.

## Życiorys
Absolwent II Liceum Ogólnokształcącego w Wałbrzychu im. Hugona Kołłątaja (2011). Był członkiem Młodzieżowej Rady Miasta Wałbrzycha. Na Uniwersytecie Ekonomicznym we Wrocławiu ukończył studia licencjackie z ekonomii. W 2018 uzyskał na tej uczelni magisterium z zarządzania i inżynierii produkcji. W 2020 ukończył studia MBA w Collegium Humanum. W 2021 został absolwentem studiów podyplomowych z zarządzania projektami na Politechnice Wrocławskiej. Pracował w sektorze prywatnym, zajmując się zasobami ludzkimi.
W 2010 zaangażował się w działalność polityczną w ramach Prawa i Sprawiedliwości, został jego pełnomocnikiem w Szczawnie-Zdroju. W 2010 bez powodzenia kandydował do lokalnej rady miejskiej. W 2015 został współpracownikiem Michała Dworczyka, był członkiem jego gabinetu jako sekretarza stanu w Ministerstwie Obrony Narodowej. W 2017 został doradcą w Kancelarii Prezesa Rady Ministrów, gdzie zajmował się współdziałaniem szefa KPRM z administracją rządową i samorządową oraz władzą ustawodawczą. W 2018 uzyskał mandat radnego Sejmiku Województwa Dolnośląskiego.
W październiku 2019 wybrany na stanowisko wicemarszałka województwa dolnośląskiego, powierzono mu sprawy gospodarki, środowiska, obszarów wiejskich i zasobów naturalnych regionu (zastąpił wybranego do parlamentu Marcina Gwoździa). Funkcję tę pełnił do maja 2024. Wchodził w skład rad nadzorczych Dolnośląskiej Agencji Rozwoju Regionalnego, KGHM Cuprum – CBR oraz Wałbrzyskiej Specjalnej Strefy Ekonomicznej „Invest Park”. 
W 2023 kandydował do Sejmu z okręgu wałbrzyskiego, zajmując czwarte miejsce wśród kandydatów PiS w okręgu i nie uzyskując mandatu. W 2024 uzyskał reelekcję do samorządu województwa. 26 czerwca tego samego roku objął mandat posła X kadencji, zastępując Michała Dworczyka, który został wybrany do Parlamentu Europejskiego. Zasiadł w Komisji Gospodarki i Rozwoju. W listopadzie 2024 objął funkcję prezesa zarządu okręgowego PiS w Wałbrzychu.

## Wyniki w wyborach
| Wybory | Komitet wyborczy                               | Komitet wyborczy       | Organ                                       | Okręg           | Wynik      |
| ------ | ---------------------------------------------- | ---------------------- | ------------------------------------------- | --------------- | ---------- |
| 2010   |                                                | Prawo i Sprawiedliwość | Rada Miejska w Szczawnie-Zdroju VI kadencji | nr 15           | 16 (8,04%) |
| 2018   | Sejmik Województwa Dolnośląskiego VI kadencji  | Prawo i Sprawiedliwość | nr 3                                        | 9629 (3,93%)    |            |
| 2023   | Sejm X kadencji                                | Prawo i Sprawiedliwość | nr 2                                        | 10 781 (3,33%)  |            |
| 2024   | Sejmik Województwa Dolnośląskiego VII kadencji | Prawo i Sprawiedliwość | nr 3                                        | 32 882 (15,35%) |            |

## Życie prywatne
Syn Mirosława i Danuty. Zamieszkał w Szczawnie-Zdroju. Udzielał się jako sędzia piłkarski w lokalnych rozgrywkach.